# Бретешть (Прахова)
Бретешть, Бретешті (рум. Brătești) — село у повіті Прахова в Румунії. Входить до складу комуни Ширна.
Село розташоване на відстані 42 км на північ від Бухареста, 17 км на південний захід від Плоєшті, 97 км на південь від Брашова.

## Населення
За даними перепису населення 2002 року у селі проживали 604 особи, усі — румуни. Усі жителі села рідною мовою назвали румунську.